# Nikołaj Adlerberg
Nikołaj Władymirowicz Adlerberg (ros. Николай Владимирович Адлерберг; ur. 19 maja 1819 w Petersburgu; zm. 25 grudnia 1892 w Monachium) – hrabia, wojskowy i polityk, administrator Finlandii.

## Życiorys
Adlerberg wywodził się ze szwedzkiego rodu szlacheckiego. Jego ojciec Władimir Fiodorowicz Adlerberg był przyjacielem cara Mikołaja I, a także prezydentem Rosyjskiego Carskiego Urzędu Pocztowego w l. 1852-1870, wprowadził wtedy pierwsze rosyjskie znaczki pocztowe.
W 1855 Nikołaj Adlerberg poślubił księżnę Amalie von Lerchenfeld (1808-1888), primo voto Krüdener.

## Odznaczenia
- Order Świętego Włodzimierza I klasy (1876)
- Order Świętego Aleksandra Newskiego (1872)
- Order Orła Białego (Rosja) (1867)
- Order Świętego Włodzimierza II klasy (1865)
- Order Świętej Anny I klasy (1859)
- Order Świętej Anny III klasy z Kokardą (1842)
- Order Świętego Włodzimierza IV klasy (1848)
- Order Świętej Anny II klasy (1849)
- Order Świętego Włodzimierza III klasy (1854)
- Order Świętego Stanisława I klasy (1855)
- Order Wojskowy Wilhelma (Holandia) (1849)
- Krzyż Komandorski Orderu Leopolda (Austria) (1849)
- Krzyż Wielki Orderu Czerwonego Orła (Cesarstwo Niemieckie) (1879)
- Order Żelaznej Korony I klasy (Austria) (1860)
- Order Korony (Prusy) I klasy (1864)
- Medal z okazji koronacji króla Prus (Prusy) (1862)